# Children of the Sun
Children of the Sun je jediné album britského folkového dua The Sallyangie. Bylo vydáno v roce 1969 (viz 1969 v hudbě). Krátce poté se duo rozpadlo a jeho členové, sourozenci Mike a Sally Oldfieldovi, se vydali na sólovou dráhu. Album bylo na CD vydáno v roce 2002 s druhým bonusovým diskem.

## Skladby

### Původní vydání
1. „Strangers“ (Mike a Sally Oldfieldovi) – 1:32
2. „Lady Mary“ (Mike a Sally Oldfieldovi) – 3:41
3. „Children of the Sun“ (Mike a Sally Oldfieldovi) – 4:56
4. „A Lover for All Seasons“ (Mike a Sally Oldfieldovi) – 3:42
5. „River Song“ (Mike a Sally Oldfieldovi) – 3:40
6. „Banquet on the Water“ (Mike a Sally Oldfieldovi) – 4:28
7. „Balloons“ (Mike a Sally Oldfieldovi) – 5:28
8. „Midsummer Night's Happening“ (Mike a Sally Oldfieldovi) – 4:08
9. „Love in Ice Crystals“ (Mike a Sally Oldfieldovi) – 3:00
10. „Changing Colours“ (Mike a Sally Oldfieldovi) – 0:21
11. „Chameleon“ (Mike a Sally Oldfieldovi) – 2:20
12. „Milk Bottle“ (Mike a Sally Oldfieldovi) – 0:31
13. „Murder of the Children of San Francisco“ (Mike a Sally Oldfieldovi) – 4:00
14. „Strangers (Reprise)“ (Mike a Sally Oldfieldovi) – 1:12

### CD verze

#### Disk 1
1. „Strangers“ (Mike a Sally Oldfieldovi) – 1:17
2. „Lady Mary“ (Mike a Sally Oldfieldovi) – 3:43
3. „Children of the Sun“ (Mike a Sally Oldfieldovi) – 5:06
4. „A Lover for All Seasons“ (Mike a Sally Oldfieldovi) – 3:43
5. „River Song“ (Mike a Sally Oldfieldovi) – 3:41
6. „Banquet on the Water“ (Mike a Sally Oldfieldovi) – 4:44
7. „Balloons“ (Mike a Sally Oldfieldovi) – 5:29
8. „Midsummer Night's Happening“ (Mike a Sally Oldfieldovi) – 4:12
9. „Love in Ice Crystals“ (Mike a Sally Oldfieldovi) – 3:06
10. „Changing Colours“ (Mike a Sally Oldfieldovi) – 0:25
11. „Chameleon“ (Mike a Sally Oldfieldovi) – 2:26
12. „Milk Bottle“ (Mike a Sally Oldfieldovi) – 0:35
13. „Murder of the Children of San Francisco“ (Mike a Sally Oldfieldovi) – 4:00
14. „Twilight Song“ (Mike a Sally Oldfieldovi) – 2:35
15. „The Song of the Healer“ (Mike a Sally Oldfieldovi) – 3:03
16. „Strangers (Reprise)“ (Mike a Sally Oldfieldovi) – 1:12

#### Disk 2
1. „Children of the Sun“ (Mike a Sally Oldfieldovi) – 4:11
bez intra
2. „Mrs. Moon and the Thatched Shop“ (Mike a Sally Oldfieldovi) – 6:18
3. „Branches“ (Mike a Sally Oldfieldovi) – 6:54
4. „A Sad Song for Rosie“ (Mike a Sally Oldfieldovi) – 2:14
5. „Colours of the World“ (Mike a Sally Oldfieldovi) – 2:30
6. „Two Ships“ (Mike a Sally Oldfieldovi) – 3:17

## Obsazení
- The Sallyangie:
  - Sally Oldfield – zpěv
  - Mike Oldfield – akustická kytara, zpěv
- Terry Cox – perkuse
- Ray Warleigh – flétna
- David Palmer – aranžmá